# Hamming-súly
Egy karaktersorozat Hamming-súlya a sorozat azon karaktereinek száma, amelyek különböznek a felhasznált ábécé zérószimbólumától.
Megegyezik az azonos hosszúságú, de csupa zéróból álló karaktersorozattól mért Hamming-távolságával. Egy kettes számrendszerben felírt szám esetén pedig a szám Hamming-súlya egyenlő az 1-es számjegy előfordulási számával.
A nevét Richard Hamming amerikai matematikusról kapta, bár nem ő használta először a fogalmat. Már 1899-ben James Whitbread Lee Glaisher angol matematikus és csillagász is használta a bináris számokkal kapcsolatban, amikor meghatározta a páratlan binomiális együtthatók számát egy Pascal-háromszög egyetlen sorában (Gould-sorozat).
A Hamming-súly az információelméletben, a kódelméletben, a kriptográfiában használatos.

## Példák
| Ábécé    | Sorozat     | Hamming-súly |
| 0, 1     | 11101       | 4            |
| 0, 1     | 11101000    | 4            |
| 0, 1     | 00000000    | 0            |
| ' ', a–z | hello world | 10           |

## Fordítás
- Ez a szócikk részben vagy egészben  a   Hamming weight című angol Wikipédia-szócikk ezen változatának fordításán alapul.  Az eredeti cikk szerkesztőit annak laptörténete sorolja fel. Ez a jelzés csupán a megfogalmazás eredetét és a szerzői jogokat jelzi, nem szolgál a cikkben szereplő információk forrásmegjelöléseként.
- Ez a szócikk részben vagy egészben  a   Pondere Hamming című román Wikipédia-szócikk ezen változatának fordításán alapul.  Az eredeti cikk szerkesztőit annak laptörténete sorolja fel. Ez a jelzés csupán a megfogalmazás eredetét és a szerzői jogokat jelzi, nem szolgál a cikkben szereplő információk forrásmegjelöléseként.